# Warsaw Cup by Heros 2000
Warsaw Open 2000 — жіночий тенісний турнір, що проходив на відкритих кортах з грунтовим покриттям у Варшаві (Польща). Належав до турнірів 4-ї категорії в рамках Туру WTA 2000. Відбувсь ушосте і тривав з 8 до 14 травня 2000 року. Генрієта Надьова зі Словаччини досягнула третього для себе фіналу й виграла другий титул Warsaw Cup by Heros. У парному розряді перемогли Татьяна Гарбін з Італії та Жанетта Гусарова зі Словаччини.

## Фінальна частина

### Одиночний розряд
Генрієта Надьова —  Аманда Гопманс 2–6, 6–4, 7–5

### Парний розряд
Татьяна Гарбін /  Жанетта Гусарова —  Ірода Туляганова /  Ганна Запорожанова 6–3, 6–1